# Jaslovské Bohunice
Pour les articles homonymes, voir Bohunice.
Jaslovské Bohunice est un village de Slovaquie situé dans la région de Trnava.

## Histoire
Première mention écrite du village en 1113.

## Démographie

### Évolution de la population
| Année:               | 1994. | 2004.    | 2014.    | 2024.    |
| -------------------- | ----- | -------- | -------- | -------- |
| Nombre de personnes: | 1656  | 1848     | 2124     | 2433     |
| Différence:          |       | +11,59 % | +14,93 % | +14,54 % |

| Année:               | 2023. | 2024.   |
| -------------------- | ----- | ------- |
| Nombre de personnes: | 2415  | 2433    |
| Différence:          |       | +0,74 % |

## Économie
La principale industrie présente est la centrale nucléaire de Bohunice.